# Centullo II di Bigorre
Centullo II (Céntulo in spagnolo, Centulle in francese, Cèntul in catalano e Centolh in occitano; seconda metà del secolo XI – 1129) fu Conte di Bigorre dal 1113 alla sua morte.

## Origine
Secondo la La Vasconie. Tables Généalogiques, Centullo era il figlio secondogenito di Centullo, visconte di Béarn (Centullo V) e conte di Bigorre (Centullo I), e della sua seconda moglie, la Contessa di Bigorre, Beatrice I, che, secondo la Histoire générale de Languedoc, tomus II, Genealogie des comtes de Carcassonne, de Razes et de Foix era figlia del Conte di Bigorre, Bernardo II e della sua seconda moglie, Stefania o Dolce (?- dopo il 1096, anno in cui Stefania fece una donazione per l'anima del figlio Bertrando), che secondo lo storico Szabolcs de Vajay era viscontessa di Marsiglia, figlia del visconte di Marsiglia, Guglielmo II, ed è citata assieme alla figlia, Beatrice e al genero, Centullo V di Béarn, nel documento n° 483 del Cartoulaire de l'abbaye de Saint-Victor de Marseille tome I. 

Secondo il Cartulaire du prieuré de Saint Mont (ordre de Cluny), Centullo V di Béarn era figlio del visconte di Béarn, Gastone III e di Adélaïs di Lomagne, sorellastra del conte d'Armagnac e duca di Guascogna, Bernardo II e figlia, secondo la La Vasconie. Tables Généalogiques di Arnaud II, visconte di Lomagne e d'Auvillars, e d'Adalaïs di Poitiers.

## Biografia
Nel 1090, Centullo rimase orfano del padre, Centullo I, che, ancora secondo la La Vasconie. Tables Généalogiques, chiamato alla corte di Aragona dal re Sancho Ramírez d'Aragona, mentre attraversava la valle di Tena, nell'Alto Gállego, pernottando presso Garcia Aznarez, fu da quest'ultimo assassinato a tradimento.

Il documento n° II del Honores y tenencias en Aragón, riporta la sentenza del re Sancho, che condanna Garcia Aznarez e i suoi accoliti (in contumacia, in quanto fuggiti in Al Andalus), per l'omicidio di Centullo.
Secondo la La Vasconie. Tables Généalogiques, sua madre, Beatrice I, nel 1095, era ancora in vita e, molto probabilmente, morì in quello stesso anno o l'anno dopo, secondo il documento n° 818 del Cartoulaire de l'abbaye de Saint-Victor de Marseille tome II; suo fratello, Bernardo, figlio primogenito, le succedette come Bernardo III, conte di Bigorre.
Sempre secondo la La Vasconie. Tables Généalogiques, Bernardo III morì verso il 1113, lasciando una figlia di circa tre anni, di nome Beatrice (che morì in quello stesso anno), sotto la tutela del fratellastro, il visconte di Béarn, Gastone IV.

Centullo gli succedette nella contea di Bigorre, come Centullo II; nel 1114 venne citato in un documento col titolo di conte di Bigorre.
Centullo, sempre secondo la La Vasconie. Tables Généalogiques, si unì al fratellastro, il visconte di Béarn, Gastone IV, per combattere i Mori, nella penisola iberica, partecipando all'assedio e alla conquista di Saragozza, nel 1118 e controfirmò il fuero della città di Saragozza, redatto dal re di Aragona e re di Pamplona e conte di Sobrarbe e Ribagorza, Alfonso I detto il Battagliero.
Nel 1119, Centullo II fu testimone di una bolla di Papa Callisto II.
Nel 1122, Centullo II rese omaggio al re Alfonso I il Battagliero, che gli fece dono di metà della città di Tarazona e del castello di Roda.
Nel 1125 e nel 1127, Centullo II ed il fratellastro, Gastone IV, ottennero ulteriori privilegi da Alfonso I.
Centullo II morì verso il 1129, poco dopo aver contratto il suo secondo matrimonio.
Gli succedette la figlia Beatrice, come Beatrice II.

## Matrimoni e discendenza
Centullo, sempre secondo la La Vasconie. Tables Généalogiques, verso il 1110, aveva sposato Amabile di Beziers, figlia del visconte di Beziers e Carcassonne, Bernardo Atone IV Trencavel e di Cecilia di Provenza.
Centullo II da Amabile ebbe una figlia:
- Beatrice (1111 circa - 1148), Contessa di Bigorre[10].

Nel 1128, Centullo contrasse un secondo matrimonio con Stefania di Barcellona, figlia del conte di Barcellona, Gerona, Osona e Cerdagna, Raimondo Berengario III e della contessa di Provenza e Gévaudan, Dolce I, che non gli diede figli.

### Fonti primarie
- (LA)  Cartulaire du prieuré de Saint Mont (ordre de Cluny)
- (LA)  Cartoulaire de l'abbaye de Saint-Victor de Marseille tome I
- (LA)  Cartoulaire de l'abbaye de Saint-Victor de Marseille tome II.

### Letteratura storiografica
- (FR)  LA VASCONIE.
- (FR)  Honores y tenencias en Aragón.